# Șîroke, Horohiv
Șîroke (în ucraineană Широке) este un sat în comuna Țehiv din raionul Horohiv, regiunea Volînia, Ucraina.

## Demografie
Componența lingvistică a localității Șîroke
     Ucraineană (99,34%)
     Alte limbi (0,66%)
Conform recensământului din 2001, majoritatea populației localității Șîroke era vorbitoare de ucraineană (99,34%), existând în minoritate și vorbitori de alte limbi.